# The Power of Sympathy
The Power of Sympathy: or, The Triumph of Nature est un roman sentimental de forme épistolaire, de l'écrivain américain William Hill Brown publié le 21 janvier 1789 à Boston. Il est généralement considéré comme le premier roman américain. Il n'a jamais été traduit en français.